# Julgado de Cagliari
```
   |-
       |
Erro:
:  
valor não especificado para "
nome_comum
"
```

O Julgado de Cagliari (em latim: Judicatus Caralitanus; em sardo:  Judicadu de Calaris foi um dos quatro Julgados da Sardenha durante a Idade Média, cobrindo todo o sul e centro-leste da Sardenha. Apesar de receber seu nome de Cagliari, o Judex Provinciae já se movera para a mais fortificada Santa Igia no século IX.

## Origem
A exata data de surgimento do Julgado de Cagliari é desconhecida. A Sardenha tornou-se uma província do Império Bizantino em 535, após sua conquista através da sua Guerra Gótica. A partir do século VIII, com a rápida expansão do islamismo, piratas muçulmanos começaram a atacar a ilha, não encontrando oposição efetiva pelo exército bizantino, de forma que os embaixadores da Sardenha exigiram assistência militar de Luís I, o Piedoso, Sacro Império Romano-Germânico, denotando autonomia em relação aos bizantinos. Acredita-se que em algum momento o Juiz da Província de Cagliari tenha exercido total controle sobre a ilha, mas a primeira indicação da existência autônoma de quatro diferentes julgados se encontra em epístola do Papa Gregório VII escrita em 1073. A origem bizantina dos julgados permitiu a preservação das instituições, costumes e língua do antigo Império.

## Primeiros juízes
O primeiro juiz conhecido pela historiografia foi Salúsio I, do clã Lacon-Gunale (provavelmente a união de duas dinastias: Lacon e Gunale), de quem pouco se sabe. Mais se é conhecido de seu sucessor e primo, Torquitório I. Seu nome de nascença era Orzocco, mas adotou Torquitório como nome dinástico. Talvez em honra a dois membros das famílias originárias (Salúsio de Lacon e Torquitório de Gunale), todos os governantes de Cagliari adotaram alternadamente Salúsio e Torquitório como alcunhas. Nos tempos de Torquitório I, os julgados aceitaram crescente influência de Pisa e Genoa em seus domínios e tiveram sua igreja, antes autocéfala, submetida ao Arcebispo de Pisa, como parte de uma série de medidas correspondentes ao auxílio militar contra os muçulmanos. Salúsio III, notoriamente, jurou fidelidade ao Arcebispo de Pisa quando este entrou em conflito com o Arcebispo de Cagliari.

## Casa de Massa e dominação pisana

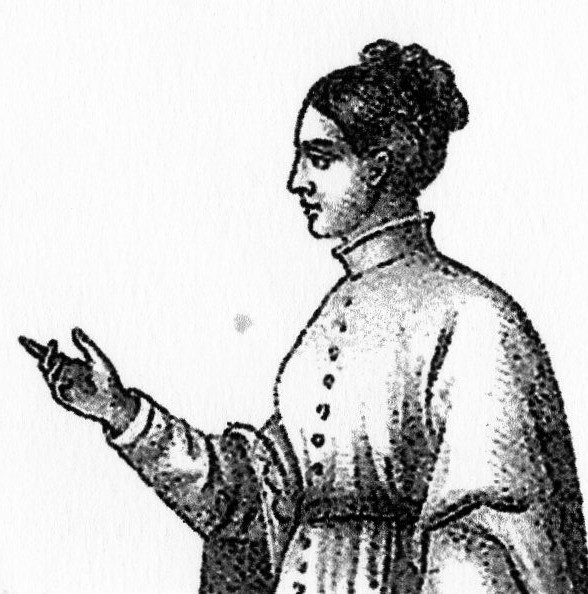
Efígie da Juiza-Rainha Benedita.

Salúsio III morreu sem filhos homens, sendo apontado como seu sucessor, pois, seu genro, o logudorês Pedro, com o nome de Torquitório III. Este reinou com grande oposição por parte de Pisa, e, após a morte de sua esposa, foi derrubado pelo pisano Oberto de Massa, que se casou com outra filha de Salúsio III. O filho destes, Guilherme, assumiu o nome de Salúsio IV e teve um reino extremamente belicoso, guerreando contra os outros julgados, conquistando Arbórea temporariamente, enquanto mantinha boas relações com Pisa. A união entre Cagliari e Arbórea permaneceu brevemente após sua morte, visto que, não tendo filhos homens, o trono foi herdado por sua filha Benedita, que se casou com Barisão de Arbórea.
A união, contudo, apenas durou até a morte de Barisão em 1217, seguindo-se o declínio vertiginoso de Cagliari. Em 1256, Torquitório V tentou se libertar do jugo pisano aliando-se a Genoa, mas foi assassinado por agentes pisanos. Sucedeu-o Salúsio VI, que apenas reinou por dois anos, sendo logo derrubado por uma aliança entre Pisa e os três outros julgados. A curadoria de Campidano de Cagliari, que incluía Santa Igia e Cagliari, foi posta sob domínio direto da República de Pisa, enquanto o restante do antigo Julgado foi dividido em três terços: um com as quatro curadorias na costa oriental da ilha, entregue a Gallura; outro com as quatro mais meridionais, a Arbórea; e o restante, por fim, cedido à família pisana Della Gherardesca.

## Divisões administrativas

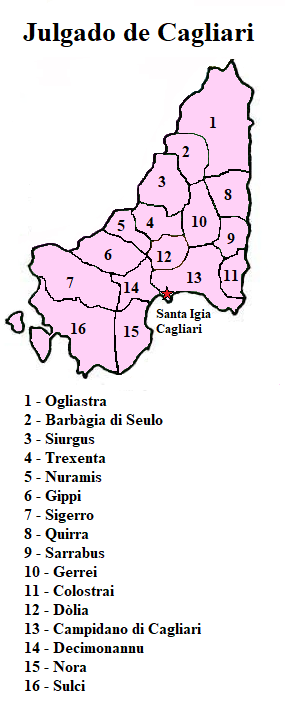
Curadorias de Cagliari.

O Julgado era estruturado em dezesseis curadorias (em sardo:  curadorìas), derivadas das subdivisões administrativas romanas e bizantinas primárias. Cada curadoria era administrada por um curador nomeado pelo Juiz-Rei, e por sua vez era subdividida em vilas (em sardo:  biddas). Cada vila era administrada por um prefeito (em sardo:  majore), nomeado pelo curador e encarregado de funções fiscais, judiciais e de segurança.
As dezesseis curadorias eram Barbàgia di Seulo, Campidano di Cagliari, Colostrai, Decimonannu, Dòlia, Gerrei, Gippi, Nora, Nuràminis, Ogliastra, Quirra, Sarrabus, Sigerro, Siurgus, Sulci e Trexenta.